# Persuasion (película de 1995)
Persuasión es una película dramática en la época de 1995 dirigida por Roger Michell y basada en la novela de Jane Austen del mismo nombre en 1817. 
En su debut cinematográfico, la actriz británica Amanda Root da vida a la protagonista Anne Elliot, mientras que Ciarán Hinds interpreta al interés romántico de ésta, el Capitán Frederick Wentworth. 
La película está basada en Inglaterra en el siglo XIX, ocho años después de que Anne sea convencida por terceras personas para rechazar la propuesta de matrimonio de Wentworth. Persuasión persigue la vida de Anne y Frederick hasta su reencuentro mientras que los personajes secundarios interfieren en ese propósito. 
La película fue adaptada por el escritor Nick Dear, quién consideró que esta historia era más madura que otras novelas de Austen y la caracterizó como una obra de realismo y veracidad, sobretodo por contar la historia de dos personas separadas que después vuelven a unirse. Como el estilo de Austen transmite internamente los pensamientos de Ana, Dear y Root se sintieron obligados a expresar las emociones del personaje utilizando menos diálogos. Michell evitó lo que consideraba una sensación pulida y artificial de otras representaciones del siglo XIX, y evitó el uso de maquillaje o una apariencia demasiado higiénica en sus actores .  
Persuasion está contada en orden cronólogico, la diseñadora de vestuario Alexandra Byrne confeccionó prendas que parecían "vivas", lo que le otorgó un BAFTA.
Originalmente la BBC era la única productora de Persuasion, hasta que se unió con la compañía americana WGBH Boston y la compañía francesa Millesime. Esta decisión otorgó a la producción un presupuesto más grande y les permitió filmar en los lugares que presentaba la novela, incluyendo Lyme Regis y Bath. La película originalmente fue transmitida el 16 de abril de 1995 por la cadena televisiva BBC Two. Sony Pictures Classics estrenó la película en los cines estadounidenses el 27 de septiembre de 1995, cuando la popularidad de Austen crecía y se hizo visible en Hollywood. El estreno cinematográfico de Persuasión‍ atrajo la atención de los críticos de cine, y recibió críticas generalmente positivas, con muchos elogios a la actuación de Amanda Root. Los estudiosos del cine han observado cambios significativos respecto al material original, así como temas de clase y género. 

## Trama
La película comienza con un corte transversal entre las escenas de un barco naval que transporta al almirante Croft y un carruaje que lleva al Sr. Shepherd y a su hija viuda, la Sra. Clay, a Kellynch Hall. Shepherd y Clay son abordados por los acreedores debido a las deudas del propietario de la residencia, Sir. Walter Elliot, mientras Croft discute el final de las guerras napoleónicas con sus compañeros de la marina. Sir. Walter, un vano baronet de estilo pomposo, se enfrenta a la ruina financiera. Aunque Sir. Walter se opone inicialmente a la idea, acaba aceptando transladarse temporalmente a Bath mientras se alquila la mansión; la idea procede de Shepherd, de una amiga de la familia, Lady Russell, y de la segunda hija de Sir. Walter, la inteligente Anne Elliot.  
Anne está visiblemente molesta al enterarse de que el nuevo inquilino de Kellynch Hall será el almirante Croft, que es el cuñado de Frederick Wentworth, un capitán de la marina al que se convenció de rechazar en matrimonio ocho años antes por su falta de perspectivas y conexiones. Wentworth es ahora rico por haber servido en las guerras napoleónicas y ha regresado a Inglaterra, presumiblemente para encontrar una esposa. Más tarde, Anne expresa a Lady Russell su malestar por la situación económica actual de su familia y por su decisión pasada de rechazar la propuesta de matrimonio del capitán. Anne visita a su hermana menor, Mary, una hipocondríaca que se ha casado con una familia de agricultores locales, los Musgrove. Ana escucha pacientemente las diversas quejas que le confía cada uno de los miembros de la familia Musgrove; entre ellos, el marido de Mary, Charles, las cuñadas Louisa y Henrietta, y los suegros, el señor y la señora Musgrove.  
El capitán Wentworth viene a cenar con los Musgrove, pero Anne evita ir, ofreciéndose para cuidar al hijo herido de Mary. A la mañana siguiente durante el desayuno, Anne y María se encuentran brevemente con Wentworth, la primera vez que él y Anne se ven desde que ella lo rechazó. Más tarde, Anne se entera de que Wentworth la consideraba tan alterada que "no habría vuelto a conocerla" Louisa y Henrietta comienzan a buscar el matrimonio con Wentworth, ya que la familia desconoce la relación pasada de él y Anne. Herido y rechazado por la negativa de Anne años antes, Wentworth aparece para cortejar a Luisa, para disgusto de Anne. Más tarde, Wentworth es informado de que Anne también fue persuadida por Lady Russell para que rechazara la oferta de matrimonio de Charles, tras lo cual éste le propuso matrimonio a Mary.
Anne se entera por una vieja amiga, la señora Smith, de que el Sr. Elliot está en bancarrota y solamente está interesado en casarse con Anne para asegurar la herencia de su padre. Además, Anne se entera de que el Sr. Elliot desea evitar que el barón se case con la señora Clay para tener un heredero varón. Poco tiempo después, Wentworth escucha a Ana hablar con el capitán Harville sobre la constancia del amor de una mujer, y le escribe una carta en la que le declara que aún la quiere, Anne no tarda en encontrarlo y alegremente los dos se alejan por una calle tomados del brazo. Esa noche, en una fiesta. Wenworth anuncia su intención de casarse con Anne, la gran consternación del Sr. Elliot fue evidente. Sin embargo, en la escena final se muestra a Wentworth y a Anne en un barco de la marina, muy felices de poder estar juntos.

## Elenco
- Amanda Root como Anne Elliot
- Ciarán Hinds como el Capitán Frederick Wentworth
- Susan Fleetwood como Lady Russell
- Corin Redgrave como Sir Walter Elliot
- Fiona Shaw como la Sra. Croft
- John Woodvine como el Almirante Croft
- Phoebe Nicholls como Elizabeth Elliot
- Samuel West como el Sr. Elliot
- Sophie Thompson como Mary Musgrove
- Judy Cornwell como la Sra. Musgrove
- Simon Russell Beale como Charles Musgrove
- Felicity Dean como la Sra. Clay
- Roger Hammond como el Sr. Musgrove
- Emma Roberts como Louisa Musgrove
- Victoria Hamilton como Henrietta Musgrove
- Robert Glenister como el Capitán Harville
- Richard McCabe como el Capitán Benwick
- Helen Schlesinger como la Sra. Smith
- Jane Wood como Nurse Rooke
- David Collings como el Sr. Shepherd
- Darlene Johnson como Lady Dalrymple
- Cinnamon Faye como Miss Carteret
- Isaac Maxwell-Hunt como Henry Hayter
- Roger Llewellyn como Sir Henry Willoughby
- Sally George como la Sra. Harville

## Producción

### Concepción y adaptación

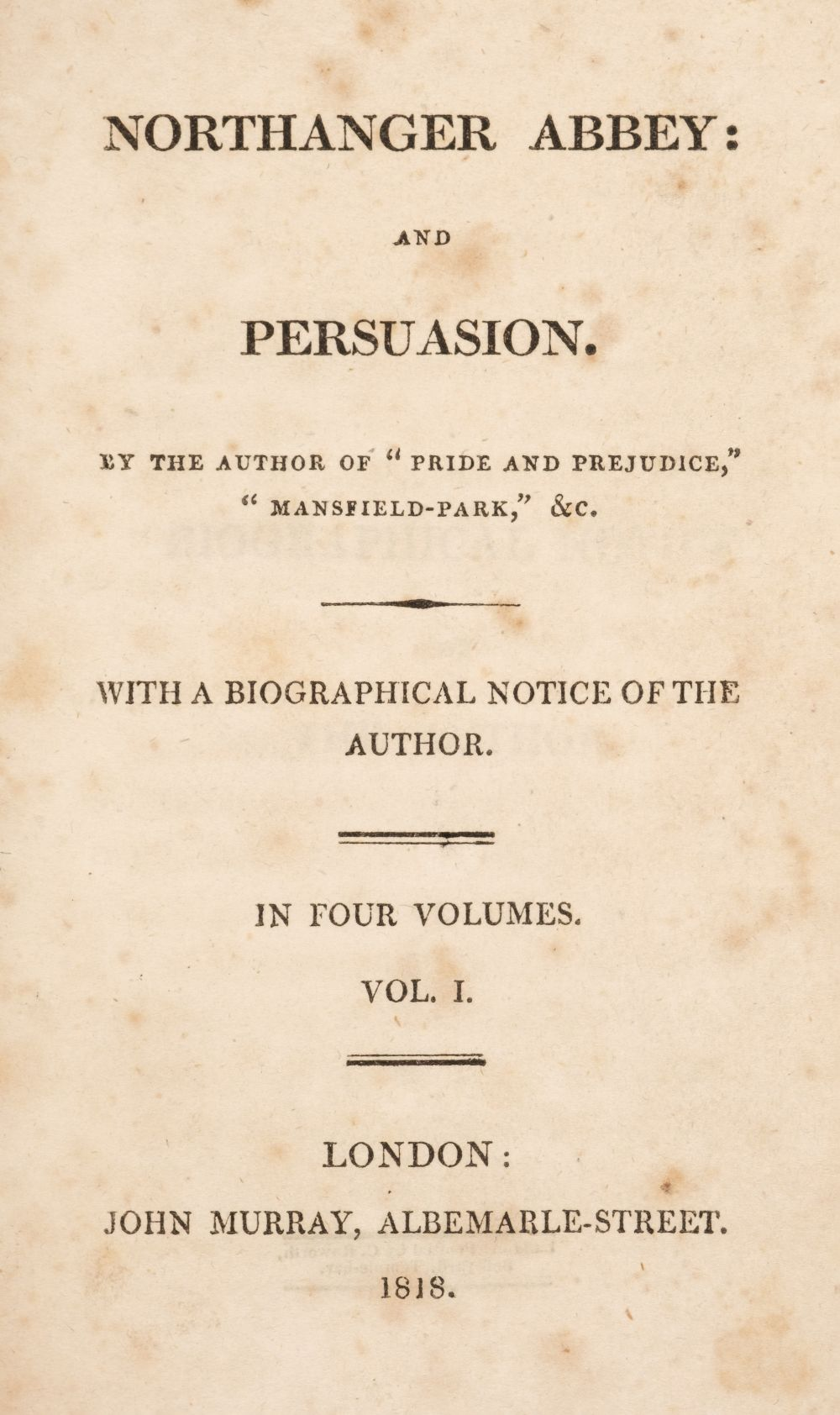
Cubierta original de Persuasión

El rodaje de Persuasión coincidió con un repentino resurgimiento de las adaptaciones de Jane Austen, ya que fue una de las seis producciones de este tipo que se estrenaron a mediados de los años 90. Los medios de comunicación bautizaron el fenómeno como "Austenmanía". Aunque era habitual que una adaptación de éxito diera lugar a la producción de otras, esta oleada de popularidad de Austen implicó muchos proyectos simultáneos: la producción de Persuasión, por ejemplo, coincidió con la serie televisiva Orgullo y prejuicio y el largometraje Sentido y sensibilidad. A pesar de este auge, el especialista en cine Andrew Higson y otros sostienen que hay pocas pruebas de que los distintos productores -quienes trabajaban para diferentes empresas- se comunicaran al concebir sus adaptaciones
La idea de realizar una versión cinematográfica de la novela de Austen de 1817, Persuasión, partió de la productora inglesa Fiona Finlay, que llevaba varios años deseando crear una adaptación. La novela había sido adaptada por última vez por la ITV en un serial de 1971 protagonizado por Ann Firbank. Finlay consideraba que la historia, "muy romántica", era una "con la que todo el mundo puede identificarse.  Hay algo muy conmovedor en el amor perdido". Se puso en contacto con el escritor Nick Dear para adaptarla a la televisión; a Finlay le habían gustado sus contribuciones al teatro, en particular su obra sobre William Hogarth, El arte del éxito. Dear sugirió primero que probaran con otra obra de Austen -Sentido y sensibilidad u Orgullo y prejuicio-, pero aceptó adaptar Persuasión tras leerla. Dear consideraba que la novela -la última obra completa de la autora- era una historia más madura que las otras.
Roger Michell, un director de teatro y series de televisión con experiencia, fue elegido para dirigir Persuasión, el cuál se convertiría en su primer largometraje. Desde pequeño, Michell había sido un admirador de Austen, lo que le diferenciaba de sus compañeros de clase varones. Él dijo: "Yo era el único chico de mi clase que veía a Austen como un trabajo especial". Su atracción por Persuasión se debía a que pensaba que era la novela más emotiva, conmovedora y personal de Austen. Además, describió la obra como una "historia de amor erótico llena de deseos sexuales". Mientras dirigía la filmación, Michell trató de resaltar los contrastes vistos en la historia de Austen como "La fría formalidad de Kellynch Hall y la cálida apariencia de Uppercross". La Marina Real británica fue otro aspecto de interés, ya que oficiales como Wentworth solían regresar a la sociedad ricos y llenos de historias. El director deseaba representar la integración de las culturas, pues los oficiales navales regresaban con "un comportamiento y lenguaje informal que contrastaban con lo que había antes".

### Audición
“Anne ha dedicado su vida de solterona a ser útil a los demás. Ese esfuerzo por dejar de lado su desilusión es lo que la hace parecer “desvanecida”. Ha intentado no enfrentarse a su carga de dolor”.
- La actriz Amanda Root sobre su personaje
Root debutó en el cine interpretando a Anne Elliot, la protagonista de la película. Según Root, “todas las actrices en Inglaterra” leyeron para el papel. Habiendo trabajado anteriormente con el director en la serie de televisión de 1993 The Buddha of Suburbia, Root ganó el papel escribiéndole una carta para conseguir una audición. A Root el personaje le fue descrito como “demacrado”, lo cual atrajo a la actriz. Ella dijo “Me encanta un trabajo como éste, que empieza con un aspecto oprimido y va floreciendo gradualmente. WGBH Boston, la empresa estadounidense que coproduce la película, quería una actriz más conocida para el papel, pero aceptó la audición de Root tras ver su prueba de pantalla. 
Root se dio cuenta de que mientras el estilo narrativo de la novela permitía que los pensamientos de Ana salieran a la luz, la adaptación cinematográfica ofrecía comparativamente pocos diálogos. En consecuencia, "tenía que cubrir páginas y páginas de la historia sin pronunciar nada, la mayor parte del tiempo. Ni siquiera podía pensar en la técnica, sólo tenía que seguir mirando la (novela) y luego, de alguna manera, irradiar los sentimientos". Persuasión se rodó en orden cronológico, lo que permitió a Root ver "la diferencia que puede crear el sentimiento de infelicidad (de su personaje)", ya que al final de la película Anne es "más feliz y tiene mejor aspecto". Root consideró que el papel era mucho más tranquilo que sus experiencias de trabajo con la Royal Shakespeare Company, que incluían su interpretación de Lady Macbeth. El actor irlandés Ciarán Hinds, quien representó a Frederick Wentworth, comentó que Austen "entiende el corazón de un hombre y lo delicado que puede ser a veces". También apreció que, aunque Wentworth era un "competente líder de hombres en su profesión", era "socialmente inepto" en presencia de Ana. Susan Fleetwood, la actriz que interpretó a Lady Russell, también había trabajado con Michell en The Buddha of Suburbia. Murió poco después del rodaje; Persuasión fue su último papel en el cine. 

### Maquillaje y diseño de vestuario
Michell trató de ser lo más fiel posible a la novela, en particular evitando lo que consideraba la sensación pulida y artificial de otros dramas de época ambientados en el siglo XIX. El director explicó: "Intenté desesperadamente que pareciera que todo estaba sucediendo en la habitación de al lado. Intenté que fuera algo absolutamente relacionado con la gente real y no con la vestimenta o los peinados o la alfombra". En consecuencia, como consideraba que el aspecto realista de la edad haría que la película fuera más dramática, Michell optó por representar a los actores sin maquillaje y evitar que tuvieran un aspecto demasiado higiénico. Root comentó sobre el aspecto natural de la película en una entrevista, "Básicamente no llevé ningún maquillaje [en la película], y mi pelo estaba obviamente colocado de una forma muy poco favorecedora... Supongo que la iluminación también era bastante dura. Ninguna de nosotras tenía buen aspecto". En otra entrevista dijo: "Quería hacer de Anne Elliot una mujer un tanto sencilla que no fuera realmente desdichada, sino que hubiera encontrado una forma de estar contenta de alguna manera, y que, sin embargo, las emociones estuvieran zumbando a su alrededor todo el tiempo" Root creía que la representación realista de la época en la que se rodaba la película era un aspecto clave de su atractivo.
El diseño de vestuario de la película fue supervisado por Alexandra Byrne, quién creó un vestuario “realista”. Como Fleetwood, Byrne también había trabajado con Michael en El Buda de los Suburbios. Fue su primera vez diseñando vestuario de época para una película. Durante el rodaje, el equipo a menudo tenía que competir por el vestuario y utilería con la producción de la BBC Orgullo y Prejuicio, la cual era filmada al mismo tiempo. El equipo de Persuasión por consiguiente tuvo que enviar artículos de repuesto desde Italia y Australia. Por su trebajo en la película Byrne ganó un BAFTA a Mejor Diseño de Vestuario. Louise Watson, escribiendo para Screenonline, consideró que el vestuario y maquillaje de la película ayudan a “transmitir la plena transformación de Cenicienta de la heroína de Austen. Al principio la infravalorada familia mártir, Anne es una flor que ha perdido su “florecer”. Sus vestuarios holgados insinúan como ella ha suspirado desde que rechazó a Wentworth… Como sí ella recobrará su confianza, ella florece, se viste adecuadamente, sus ojos brillan y sus características se vuelven animosas”. Paulette Richards señala que los personajes masculinos son “poco creíbles”, como el Señor Walter, están identificados como tal por el carácter extravagante de su vestimenta. Esta extravagancia es especialmente clara para espectadores modernos, quienes viven en una cultura donde se espera que “los hombres de verdad” sean poco cuidadosos con su vestimenta. Por el contrario, Wentworth es típicamente representado in la película vistiendo uniformes de la marina, los mismos que contrastan con la versión del personaje de Bryan Marshall en la adaptación de 1971. Este uniforme contribuye a que Wentworth se aparte de muchos de los otros personajes masculinos, permitiéndole parecer romántico pero aislado. Gina y Andrew McDonald tuvieron una opinión similar de la película, escribiendo que capta con precisión la sátira de Austen al yuxtaponer la extravagancia de las clases altas en la moda con las cualidades virtuosas de la Marina Real. La profesión de hombres de la marina se acentúa por la frecuencia en que visten sus uniformes, a diferencia de otras adaptaciones de la novela.

### Filmación

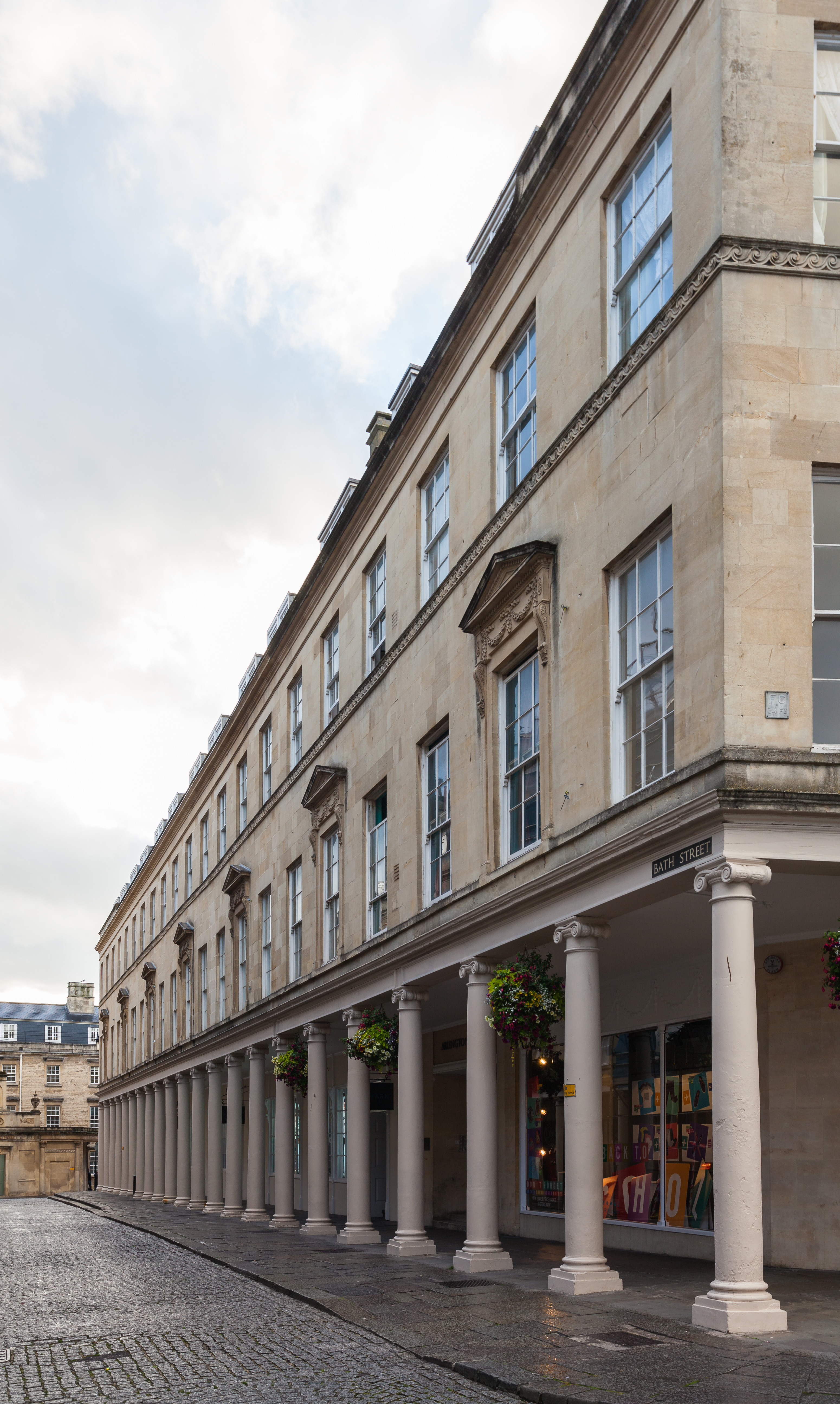
La mayor parte de la película Persuasión fue filmada en Bath Street.

Como producción de la BBC, Persuasión disponía originalmente de un presupuesto de 750.000 libras esterlinas. La cadena de televisión británica propuso una colaboración con la cadena televisiva pública estadounidense WGBH Boston, una asociación que también había producido la serie de televisión "Masterpiece Theatre", así como adaptaciones literarias, por ejemplo: la serie Orgullo y Prejuicio.
Rebeca Eaton, la productora ejecutiva de Masterpiece Theatre, aprobó la coproducción, pues tenía cierta preferencia por Persuasión de entre todas las novelas de Austen. Esta decisión llevó a una financiación adicional, Rebeca nombraría a Persuasión como un ejemplo exitoso de cómo WGBH utilizó su pequeño presupuesto para invertir en proyectos televisivos, aunque más tarde lamentó que la adaptación fuera de dos horas en lugar de una "exquisita" mini serie de seis partes. Además, la empresa francesa Millesime ayudó también en la coproducción de la película a cambio de emitirla por televisión en Francia. Esta decisión aumentó la financiación hasta  £1.000.000. Mobil, uno de los principales patrocinadores de Masterpiece Theatre, también ayudó en esta co-producción. 
Las diversas fuentes de financiación significaron que el equipo de producción tuviera que recabar opiniones de varias fuentes. Millesime no estaba contento con ciertos aspectos de la historia, por ejemplo, quería que se eliminara toda la secuencia de Lyme porque la consideraba “demasiado aburrida”. La WGBH le dio notas detalladas a la BBC, que luego se integraron en el guion. Un cambio se refería al final. Para mostrar el clímax, cuando Anne y Wentworth finalmente se acercan el uno al otro expresando sus sentimientos, se rodaron dos escenas diferentes, una en la que se besan y otra en la que no lo hacen. Dear escribió por primera vez una escena muy parecida al final de Austen: Ana se reúne con Wentworth en las calles de Bath, y ambos intercambian palabras y se cogen de la mano. Eaton sintió que después de horas de espera, el público “se volvería loco de frustración e irritación” si los dos no se besaban. Eaton también pensó que “un beso sería una recompensa emocional”, y WGBH creía que daría a la película un mayor atractivo. Michell aceptó llegar a un acuerdo y optó por rodar una versión británica y otra americana, esta última con el beso. El final americano se refleja en el póster internacional, que muestra a los dos protagonistas abrazados. Aunque el beso suscitó algunas críticas entre los fans, la actriz Amanda Root lo defendió. Ella dijo que “después del gran suspenso de la historia, al final estás desesperado/a por que Anne y el capitán Wentworth estén juntos, ¡desesperado/a! Después de todo, la película es un medio visual. No necesariamente quieres verlos en la cama juntos, pero sí quieres ver algo como un beso”.  

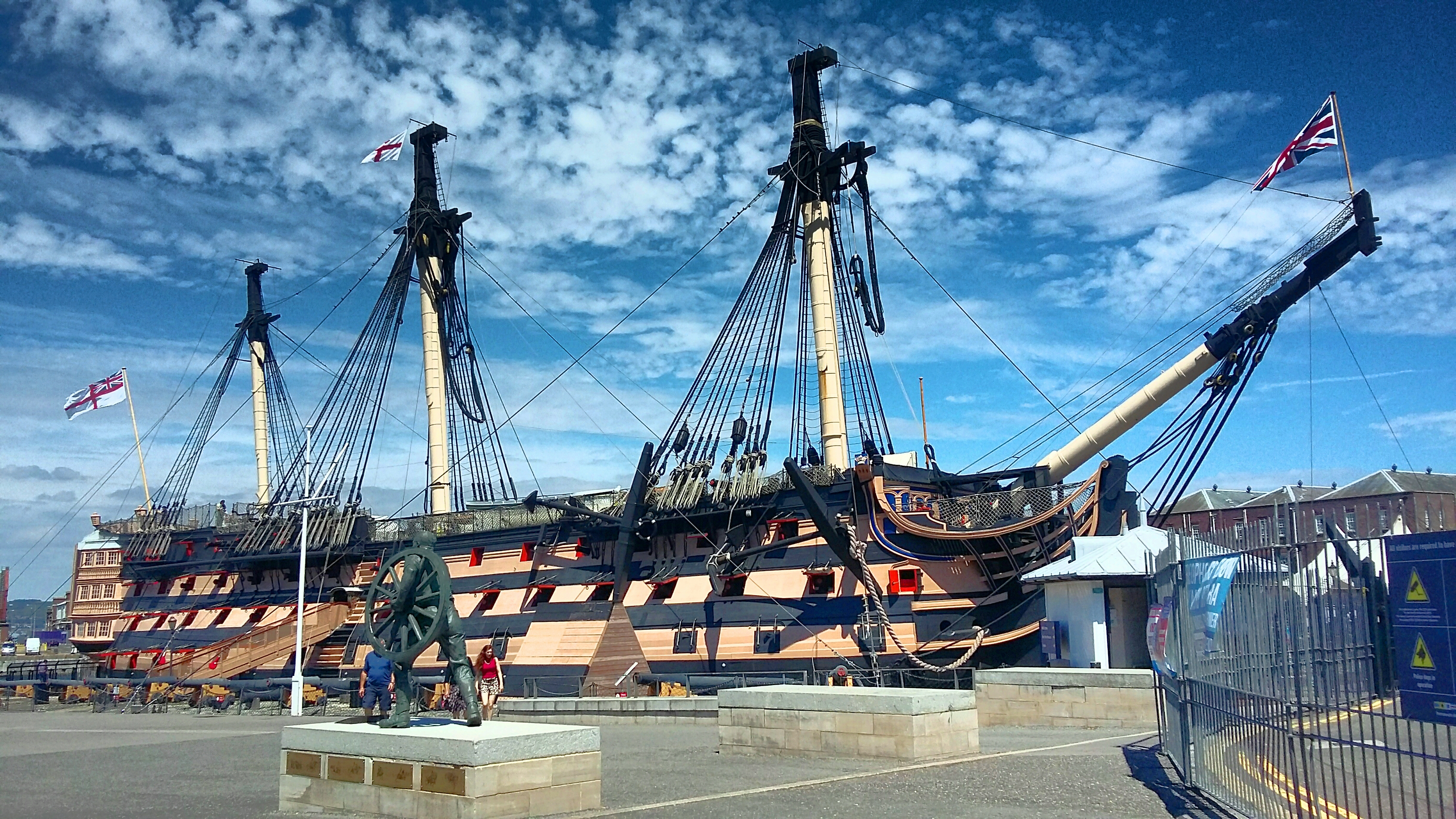
La escena final de la película se realizó en el HMS Victory.

En comparación con sus adaptaciones de los años setenta y ochenta, la BBC proporcionó una mayor financiación para muchas de sus producciones en los años noventa. Persuasión se benefició de ello, lo que le permitió rodar con frecuencia en lugares como Lyme Regis y Bath, y en la campiña del sureste de Inglaterra. Tanto Lyme como Bath son lugares destacados en la novela de Austen. Dear deseaba que la secuencia inicial fuera a bordo de un barco de la Marina Real de la época, pero el único buque auténtico disponible era el HMS Victory de Nelson. Estaba en dique seco como parte de un museo en Portsmouth, y el rodaje sólo fue posible durante breves períodos en los que el buque estaba cerrado al público. El plano final, en el que Ana y Wentworth contemplan el océano, fue tomado de la película histórica de 1984 The Bounty. El bajo presupuesto de la película también hizo que una de las tomas iniciales, que muestra el barco del almirante Croft en el océano, se tomara de La Bounty.

## Temas y análisis

### Cambios del material original
Aunque Dear ha recibido elogios por "conservar notablemente la mayor parte de la compleja trama y los numerosos personajes de la novela original", expertos de la literatura han señalado diferencias significativas entre la película y el material original. Sarah R. Morrison observa que la versión cinematográfica de Anne articula pensamientos que el personaje nunca diría en la novela. Morrison cita como ejemplo la firme defensa que hace Ana en su visita a la señora Smith -en la que visita a un viejo amigo pobre en lugar de ir a la fiesta de un pariente con título-, ya que "el narrador de Austen deja muy claro que Anne nunca se atrevería a disputar con su padre en esos términos de absoluta igualdad" La Anne de la película también realiza acciones que no aparecen en la novela, como su prisa por impedir que Wentworth abandone un concierto musical cuando se siente menospreciado por los comentarios despectivos sobre su profesión. Morrison atribuye estas diferencias a la dificultad de adaptar la novela al cine, sobre todo porque esta última forma carece de un narrador que transmita los pensamientos internos de Anne.
La película también amplía la sutil caracterización de Austen al exagerar las emociones de los personajes y ciertas escenas. Por ejemplo, en la novela durante una fiesta, Anne ofrece tocar el piano como acostumbra; mientras lo hace, ella esta ligeramente llorosa, pero a la vez “extremadamente agradecida por haber sido contratada” e “inobservada”. Por el contrario, el guión de Dear hace que Wentworth ceda rápidamente su puesto a Anne y que inmediatamente baile con las hermanas Musgrove, promoviendo el contraste entre Anne y los otros. De acuerdo con David Monaghan, la novela de Austen muestra una “relativa visión radical” de cambio social, como el surgimiento de una clase profesional que desafía el antiguo orden la nobleza terrateniente. Monaghan plantea que esta visión recurre a Dear y Michell, quienes usan imágenes y movimiento para enfatizar este cambio. Por otro lado, los dos “se desvían significativamente” del material de origen al presentar a Anne y a Wentworth como "orientados al futuro" y, por tanto, a la sensibilidad de los espectadores del siglo XX.
Sue Parril observó que el mayor presupuesto de producción de Persuasión, fue el que permitió al equipo filmar gran parte del contenido en el lugar del rodaje: "El presupuesto permitió a los cineastas hacer un uso más completo del escenario para el simbolismo y para la creación del ambiente". El clima, por ejemplo, es muy necesario para el estado de ánimo de Ana en la novela. Las escenas preliminares de Persuasión establecen su contexto histórico, así como la situación financiera en la que se encuentra la familia Elliot. De hecho, para Rachel Brownstein al empezar la película con una representación de marineros, la directora se enfrenta a una queja frecuente sobre las obras de Austen: su falta de mención de las guerras napoleónicas. La contraposición entre la marina y los Elliot establece sus diferencias, con el primer grupo discutiendo la caída de Napoleón y el segundo grupo discutiendo el inconveniente relativamente menor de los gastos excesivos.

### Clase y género
“La historia describe esencialmente un viejo orden que se desvanece en la decadencia, y una nueva tribu, una meritocracia, que pasa a primer plano. En otras palabras, marca el punto de inflexión entre el siglo XVIII y el XIX”.
-El guionista Nick Dear
En su introducción al guion publicado, Dear dijo que en parte se sintió atraído por adaptar Persuasión porque describía “un mundo en transición”. Para él la novena mostraba “un viejo orden que se desvanecía en la decadencia, y una nueva tribu, una meritocracia, que pasaba a primer plano”. Mientras dirigía, Roger Michell sintió que la historia incluía “el prototipo de la familia posmoderna”: la madre de Anne ha muerto, su padre está en bancarrota y “los viejos órdenes sociales se están desmoronando”. Root describió a Anne como una “feminista en un período prefeminista” y un “personaje fuerte e independiente”, con quien los espectadores modernos pueden identificarse a pesar de la ambientación de época de la historia. 
Los expertos de Austen han estudiado la intersección de la película con la clase y el cambio social. Carole M. Dole señala que, entre las muchas producciones de la obra de Austen que aparecieron en la década de 1990, Persuasión fue la única que "llamó insistentemente la atención sobre las cuestiones de clase" y "proporcionó un sorprendente testimonio visual del funcionamiento del sistema de clases británico". La película, añade, lo consigue en parte centrándose en los rostros de los sirvientes, calibrando sus reacciones negativas ante los acontecimientos. Richards también considera que Michell es "visualmente más consciente" de las clases bajas, y añade que la inclusión de sirvientes negros en la película alude a las "fuentes coloniales de riqueza" que apoyan a los de clase y rango superior. Anne-Marie Scholz escribe que tanto la película como Sense and Sensibility, de Emma Thompson, ponen de relieve el tema de la clase, pero de manera diferente. A diferencia de Sense and Sensibility, Persuasión representa las divisiones generales de clase en lugar de mostrar cómo la clase trabajadora afecta a los protagonistas: la cámara se centra en los rostros y las expresiones de los sirvientes y los trabajadores, personificándolos. 
En opinión de Michell, Austen fue una "protofeminista" que poseía una "visión clara de las formas en que el mundo se inclina en contra de las mujeres". Como prueba, Michell cita una escena de un libro en la que Anne discute cómo las canciones y los proverbios sobre la inconstancia de las mujeres fueron todos escritos por hombres. Scholz sostiene que la condición marginal de Anne como mujer en la película está vinculada a la de los criados; el paralelismo entre clase y género se transmite con el viaje de Anne a Uppercross en un carro con animales. Julianne Pidduck añade que el director "pone en primer plano los temas de la clase y de las limitaciones sociales de género yuxtaponiendo los interiores estirados de la sociedad amanerada a los horizontes abiertos y acogedores del mar". Como ejemplo, Pidduck habla de la estancia de Anne en una residencia cerrada de Bath, donde mira por la ventana de un piso superior en busca de Wentworth en las calles de abajo. Para ella, Wentworth y el mar representan la libertad y la posibilidad. 

## Recepción

### Estreno
Persuasión se estrenó el 16 de abril de 1995, en Pascua, en el canal BBC Two de la televisión británica. Un estimado de 3.8 millones de espectadores vieron la producción. La BBC Two la emitió de nuevo el 25 de diciembre, Navidad. Fue emitida en la televisión estadunidense después por el canal PBS el 6 de abril de 1997. 
Cerca del final de filmación, Rebecca Eaton notó el crecimiento “revuelo” en torno a Austen y los vestuarios de drama en Hollywood. WGBH nunca había hecho una película teatral, pero “decidió probar suerte en la gran pantalla”. Sony Pictures Classics vió un corte de la adaptación y pidió permiso para proyectarla en los cines estadounidenses, estrenándola el 27 de septiembre de 1995. Allí se la calificó como una película "de arte y ensayo", con un público reducido. Fue presentada en el Festival de Cine Internacional de Chicago y Toronto. Persuasión produjó 56.000 dólares en su primera semana de lanzamiento en Nueva York y recaudó 150.000 dólares en Los Ágeles. El total de recaudación en Estados Unidos fue de 5,269.757 dólares. La película también tuvo un estreno limitado en Australia, Alemania y Francia en 1996. Tuvo menos éxito económico que la popular Sentido y Sensibilidad, que se estrenó en los cines varios meses después. La película fue lanzada en formato VHS el 12 de noviembre de 1996; le siguió una versión en DVD el 1 de febrero del 2000.

### Recepción crítica
- "Todo esto está brillantemente captado por el Sr. Michell, el guionista Nick Dear y con un elenco completamente en sintonía con el estilo cálido pero penetrante de Austen. Su Persuasión es profundamente veraz en muchos aspectos: desde su sentido de anhelo emocional; su belleza visual, natural y sin glamour, que va desde los salones hasta el mar; en su fidelidad al delicado tono de la sátira y el romance de Austen"-Caryn James en una reseña para The New York Times[1]

Al principio, en la proyección de Persuasión no se atrajo muchas críticas. Esto cambió cuándo Orgullo y Prejuicio y Sentido y Sensibilidad fueron proyectadas a finales de 1995 con un inmenso éxito en Reino Unido. Su acogida sacó a la película anterior del olvido, que la popularidad de Austen se hizo patente entre los críticos. Persuasión consiguió valoraciones altamente positivas de críticos cinematográficos importantes, y el sitio web de valoraciones críticas Rotten Tomatoes ha calculado desde entonces un rating de 86%, el cual se refiere al porcentaje de valoraciones positivas. Caryn James, del "The New York Times", consideró a la película una "elección de la crítica", alabandp "un reparto completamente en sintonía con el estilo cálido pero penetrante de Austen". Jay Carr, del "The Boston Globe", destacó la actuación de Root, con una calificación de "un debut reticente pero glorioso" 
En sus críticas, los críticos de cine solían comparar las respectivas adaptaciones de Persuasión y Sentido y Sensibilidad. La película de Thompson recibió más reconocimiento y elogios de Hollywood, mientras que la producción de Michell se ganó la admiración de los críticos de alto nivel, que consideraron que era una representación más auténtica y reflexiva del mundo de Austen. Janet Maslin, de The New York Times, por ejemplo, escribió que Sentido y Sensibilidad "no puede igualar la brillante incisividad de la más espartana Persuasión, que sigue siendo la nueva adaptación de Austen más reflexiva". Los Angeles Times calificó Persuasión como "la versión más auténticamente británica y la más cercana al espíritu de las novelas" y Sentido y Sensibilidad como "la versión hollywoodiense de Austen más agradable para el público, llevadera y que pretende agradar". La revista Time las nombró a ambas como las mejores películas de 1995, refiriéndose a Persuasión como "reservada" y a Sentido y Sensibilidad como "más bulliciosa" Higson, al analizar ambas producciones, consideró que Persuasión captaba un sentido de "realismo descarnado" que influiría en adaptaciones posteriores de Austen como Mansfield Park (1999) y Becoming Jane (2007)

### Reconocimientos
| Premio                            | Categoría                                                | Nominados                               |
| --------------------------------- | -------------------------------------------------------- | --------------------------------------- |
| British Academy Television Awards | Mejor diseño de vestuario                                | Alexandra Byrne                         |
| British Academy Television Awards | Mejor diseño                                             | William Dudley y Brian Sykes            |
| British Academy Television Awards | Mejor maquillaje                                         | Jean Speak                              |
| British Academy Television Awards | Mejor banda sonora original televisiva                   | Jeremy Sams                             |
| British Academy Television Awards | Mejor fotografía e iluminación (Ficción/Entretenimiento) | John Daly                               |
| British Academy Television Awards | Mejor Drama                                              | Fiona Finlay, Roger Michell y Nick Dear |
| National Board of Review          | Top Ten de películas                                     | Persuasion                              |
| Royal Television Society          | Diseño de traje                                          | Alexandra Byrne                         |
| Royal Television Society          | Diseño de producción                                     | William Dudley y Brian Sykes            |
| Royal Television Society          | Premio de equipo                                         | Persuasión                              |